# Prova del nou
La prova del nou és un mètode per a verificar que els càlculs fets a mà de sumes, restes, multiplicacions i divisions d'enters són correctes.
La prova consisteix a assignar a cada operand i al resultat un nombre que va del 0 al 8 sumant els dígits amb què s'escriu el nombre en base 10. Si surt un nombre més gran que 10, es tornen a sumar els dígits fins que quedi un nombre més petit que 10, i si el resultat final és 9 es transforma en 0. Després es fa l'operació amb aquests nombres que van del 0 al 8 (si cal es repeteix el procés amb el resultat perquè també quedi un nombre entre 0 i 8). Si el resultat obtingut és igual al nombre assignat al resultat, l'operació ha passat la prova. Si l'operació està ben feta, sempre passa la prova, però, si hi ha un error, hi ha possibilitats que passi la prova i que es doni per bona una operació equivocada.

## Exemples

### Suma
| {\displaystyle {\mathit {3}}2{\mathit {6}}4\,}               | {\displaystyle \Rightarrow }     | {\displaystyle {\mathit {6}}\,}     | 3+2+6+4=15; 1+5=6.        |
| {\displaystyle {\mathit {8415}}\,}                           | {\displaystyle \Rightarrow }     | {\displaystyle 0\,}                 | 8+4+1+5=18; 1+8=9; 9-> 0. |
| {\displaystyle 2{\mathit {9}}46\,}                           | {\displaystyle \Rightarrow }     | {\displaystyle {\mathit {3}}\,}     | 2+9+4+6=21; 2+1=3.        |
| {\displaystyle {\underline {+{\mathit {3}}20{\mathit {6}}}}} | {\displaystyle \Rightarrow }     | {\displaystyle 2\,}                 | 3+2+0+6=11; 1+1=2.        |
| {\displaystyle {\mathit {1}}7{\mathit {8}}31\,}              |                                  | {\displaystyle {\bigg \Downarrow }} | 1+7+8+3+1=20; 2+0=2.      |
| {\displaystyle \Downarrow }                                  |                                  | {\displaystyle {\bigg \Downarrow }} |                           |
| {\displaystyle {2}\,}                                        | {\displaystyle \Leftrightarrow } | {\displaystyle 2\,}                 | 6+0+3+2=11;1+1=2.         |

Pels dos camins s'obté 2; per tant, l'operació passa la prova.

### Resta
| {\displaystyle {\mathit {5643}}\,}                 | {\displaystyle \Rightarrow }     | {\displaystyle 0(9)\,}              | 5+6+4+3=18;1+8=9; 9->0. |
| {\displaystyle {\underline {-2{\mathit {891}}}}\,} | {\displaystyle \Rightarrow }     | {\displaystyle -2\,}                | 2+8+9+1=20;2+0=2. |
| {\displaystyle {\mathit {2}}7{\mathit {52}}\,}     |                                  | {\displaystyle {\bigg \Downarrow }} | 2+7+5+2=16;1+6=7. |
| {\displaystyle \Downarrow }                        |                                  | {\displaystyle {\bigg \Downarrow }} | En la resta, quan el nombre assignat al minuend resulta més petit que l'assignat al subtrahend, se li afegeix 9 al minuend: 0+9=9. |
| {\displaystyle {7}\,}                              | {\displaystyle \Leftrightarrow } | {\displaystyle 7\,}                 | 9-2=7. |

### Multiplicació
| {\displaystyle {\mathit {5}}{\mathit {4}}8\,}           | {\displaystyle \Rightarrow }     | {\displaystyle 8\,}                 | 5+4+8=17;1+7=8.                |
| {\displaystyle {\underline {\times 62{\mathit {9}}}}\,} | {\displaystyle \Rightarrow }     | {\displaystyle 8\,}                 | 6+2+9=17; 1+7=8.               |
| {\displaystyle {{\mathit {3}}44{\mathit {69}}2}\,}      |                                  | {\displaystyle {\bigg \Downarrow }} | 3+4+4+6+9+2=28; 2+8=10; 1+0=1. |
| {\displaystyle \Downarrow }                             |                                  | {\displaystyle {\bigg \Downarrow }} |                                |
| {\displaystyle {1}\,}                                   | {\displaystyle \Leftrightarrow } | {\displaystyle 1\,}                 | 8x8=64; 6+4=10; 1+0=1.         |

### Divisió
Per a provar la divisió, es combinen els dos mètodes anteriors per a comprovar que divisor x quocient + residu = dividend.

## Per què funciona
En sumar repetidament els dígits, el que es fa és calcular el residu de dividir el nombre entre 9:
{\displaystyle {\begin{aligned}\left(100a+10b+c\right)\left({\bmod {9}}\right)&=100a\left({\bmod {9}}\right)+10b\left({\bmod {9}}\right)+c\left({\bmod {9}}\right)\\&=a\left[100\left({\bmod {9}}\right)\right]+b\left[10\left({\bmod {9}}\right)\right]+c\\&=a+b+c\end{aligned}}}
ja que el residu de dividir una potència de 10 entre 9 és 1.
Per tant, a cada nombre se li assigna el seu representant congruent mòdul 9, i les propietats de l'aritmètica modular garanteixen que el representant del resultat és el resultat dels representants.